# Il Popolo d'Italia
„Народът на Италия“ (на италиански: Il Popolo d'Italia) e италиански вестник, печатен орган на Националната фашистка партия. Публикува се в ежедневни издания с изключение на понеделниците. Създаден е от Бенито Мусолини през 1914 г. след напускането му на Италианската социалистическа партия. Основан е като провоенен вестник по време на Първата световна война.

## История
Il Popolo d'Italia излиза от 15 ноември 1914 г. до 24 юли 1943 г. и се превръща в основа на фашисткото движение в Италия след Първата световна война. Вестникът, подкрепящ милитаризма и иредентизма, е субсидиран от французите и индустриалците под предлог да окажат влияние върху Кралство Италия да се присъедини към Антантата. Думата „социалистически“ е част от името на вестника до 1918 г., за да привлече последователи към „идеята му за революционна война“.
Вестникът е и мястото където Мусолини разпространява своите идеи за това как иска Италия да увеличи раждаемостта си. От 1936 до 1943 г. негов редактор е Джорджо Пини.